# Mount Nestor
Mount Nestor ist ein 1250 m (nach britischen Angaben 1280 m) hoher und verschneiter Berg auf der Anvers-Insel im Palmer-Archipel westlich der Antarktischen Halbinsel. Er markiert das nördliche Ende der Achaean Range. Seine Ostflanke ist gekennzeichnet durch ein Gewirr von Gletscherspalten und zerklüfteten Felsvorsprüngen.
Eine Vermessung des Berges führte der Falkland Islands Dependencies Survey 1955 durch. Das UK Antarctic Place-Names Committee benannte ihn 1957 nach dem griechischen Heerführer Nestor aus Homers Ilias.